# Cantonul Neuves-Maisons
Cantonul Neuves-Maisons este un canton din arondismentul Nancy, departamentul Meurthe-et-Moselle, regiunea Lorena, Franța.

## Comune
| Comune              | Populație (1999) | Cod poștal | Cod INSEE |
| ------------------- | ---------------- | ---------- | --------- |
| Bainville-sur-Madon | 1.170            | 54550      | 54043     |
| Chaligny            | 2.955            | 54230      | 54111     |
| Chavigny            | 1.599            | 54230      | 54123     |
| Maizières           | 799              | 54550      | 54336     |
| Maron               | 828              | 54230      | 54352     |
| Méréville           | 1.349            | 54850      | 54364     |
| Messein             | 1.499            | 54850      | 54366     |
| Neuves-Maisons      | 6.849            | 54230      | 54397     |
| Pont-Saint-Vincent  | 2.051            | 54550      | 54432     |